# 天主教汾阳教区主教座堂
汾阳天主教耶稣圣心主教座堂是天主教汾阳教区的主教座堂，位于中华人民共和国山西省吕梁市汾阳市三皇庙巷，是汾阳市文物保护单位之一。
1926年，从太原教区分出15个县（汾阳、孝义、介休、平遥、文水、临县、离石、方山、中阳、石楼、兴县、岚县、交城、静乐），成立天主教汾阳教区，是中国第一批6个国籍教区之一，第一任主教陈国砥是首批6位中国籍主教之一。1927年9月，小修院在汾阳城内正式成立。1932-1933年，教区第二任主教刘锦文修建有规模宏大的建筑群，包括耶稣圣心主教座堂、汾阳教区小修院、修女院等，均为精美的中西合璧风格建筑。耶稣圣心主教座堂是一座气势恢宏的哥特式建筑，长42米，宽12米，精美考究，尖拱门窗，屋顶为中式风格。
1947年，雷震霞当选为汾阳教区第三任主教。1955年9月26日，雷震霞主教被捕入狱。1970年3月25日（一说死于2月16日，此时间更可信。），雷震霞主教被判为“反革命”，并被枪决。1966年1月2日，十八位神父集中在榆次，被列为专政对象批斗，此后被送往各处接受劳改，无一幸免。各处教堂均被占或被毁。1979年以后，神父们得到平反，被关闭的圣堂重新开放。
1993年12月，汾阳天主教教堂列为汾阳市文物保护单位，是一座近现代重要史迹及代表性建筑。